# Benno Baginsky
Benno Baginsky (Ratibor, 1848. május 24. – Berlin, 1919. december 30.) német orvos, publicista és Privatdozent. Bátyja a gyermekgyógyász Adolf Aron Baginsky (1843–1918) volt.
Porosz Szilézia szülöttjeként Berlinben tanult orvostant, 1870-ben doktorált. Miután a porosz–francia háborúban volt hadi orvos, praktizálni kezdett, elsősorban a fül és az orr területére specializálódott. 1884-ben került a Berlini Egyetemre.